# Ходасевич-Леже, Надя
Наде́жда Петро́вна Ходасе́вич-Леже́ (фр. Nadia Khodossievitch Léger, пол. Nadieżda Wanda Chodasiewicz-Grabowska, Nadia Léger, Nadia Khodasevich Leger, Khodasievitch, Chodasiewitch; 4 октября 1904, Осетище, Минская губерния — 7 ноября 1982[…], Париж) — французская художница, живописец, график, мозаичист XX века. Ассистентка и жена художника Фернана Леже, создатель мемориального музея Леже.

## Биография
Родители будущей художницы происходили из Борисовского уезда Беларуси. Мать, Мария, родилась в селе Зембине. Отец, Пётр, — в Мужанке.
Отец был «сидельцем», то есть, продавцом водки в казённой лавке. Семья была бедной и многодетной (9 детей). Мечты Нади о профессии художницы родные воспринимали как нелепую блажь.

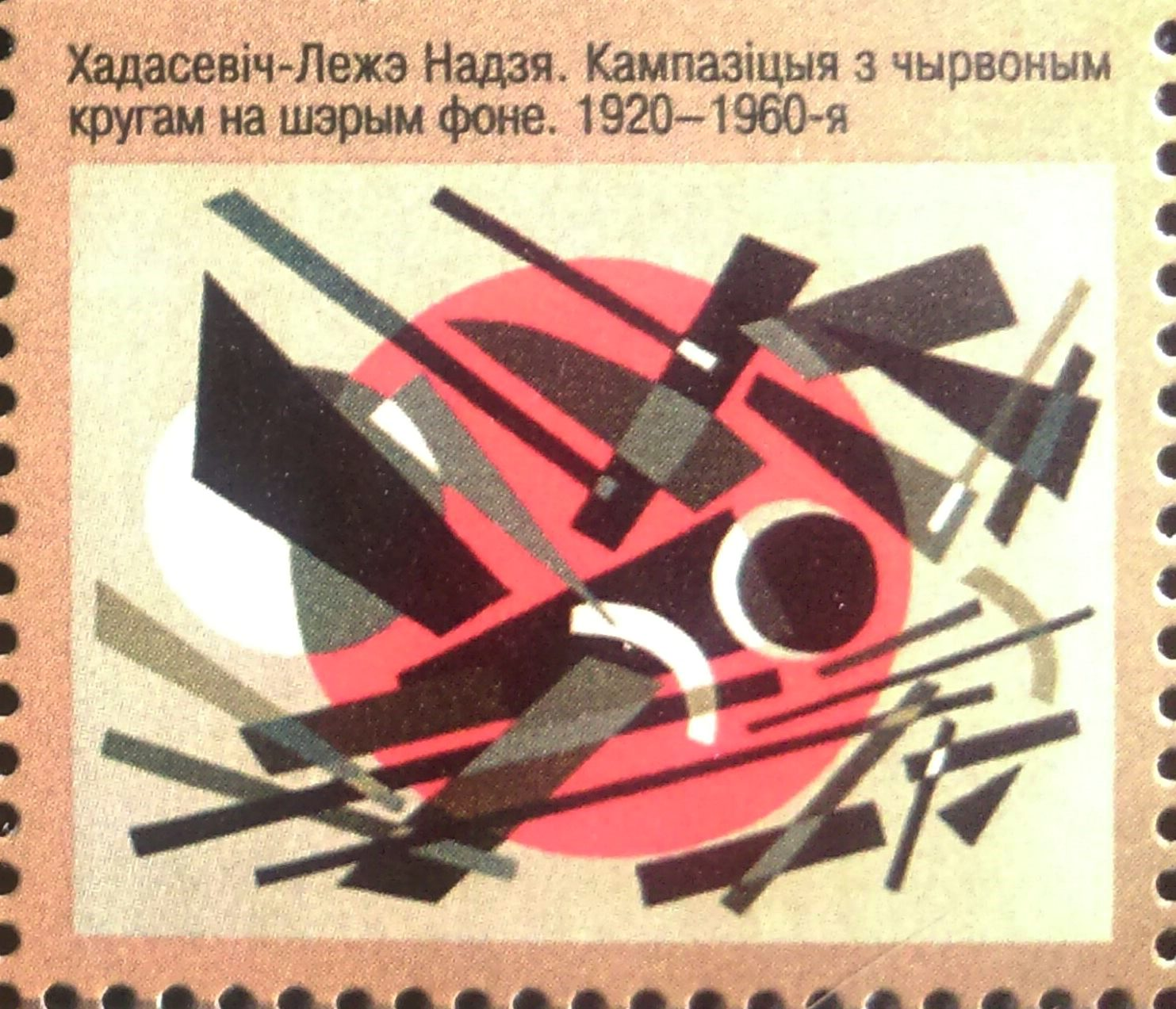
Почтовая марка: Супрематистская композиция Нади Леже. Входит в малый лист «75 лет со дня основания Национального художественного музея Республики Беларусь». 2014

### Смоленск и Варшава
В 1919 году Надя Ходасевич приезжает в Смоленск, и поступает в Государственные свободные мастерские, «Свомас». Здесь она столкнулась с отчаянно смелыми идеями переустройства мира силами искусства. В смоленском Свомас действовал филиал Витебского УНОВИС, созданный и возглавленный ведущим авангардистом Казимиром Малевичем. Юную художницу поразила новизна системы восприятия мира в новом искусстве, о которой ей рассказали её наставники, ученики Малевича, живописец-авангардист и теоретик Владислав Стржеминский и его жена, скульптор-конструктивист Катаржина Кобро.
В дальнейшем Ходасевич в Варшаве была без экзаменов принята в число студентов Варшавской Академии художеств. Она живёт в монастырском приюте, подрабатывает модисткой. В Академии Надя Ходасевич познакомилась с художником Станиславом Грабовским (1901, Лиепая — 1957, Шартр), сыном зажиточного польского чиновника. Станислав и Надя, несмотря на протесты родителей жениха, решили пожениться. Жизнь в Варшаве в консервативной семье родителей мужа тяготила и мало вязалась с авангардистскими идеалами молодых супругов. Они отправляются в Париж, чтобы продолжить обучение.

### Париж
В 1924 году пара приехала в Париж. Ходасевич завершила обучение, стажируясь в Академии современного искусства, возглавляемой Фернаном Леже. Леже вместе с Амеде Озанфаном Академию современного искусства (Académie de l’Art moderne) открыли в доме № 86 по улице Нотр-Дам-де-Шан в арендуемой Леже с 1913 года студии. В числе преподавателей академии были Александра Экстер и Мари Лорансен.
Совместная жизнь со Станиславом Грабовским не задалась и в Париже. В 1927 году, вскоре после рождения дочери Ванды, супруги развелись, но семья Грабовского продолжила материально поддерживать Надю и её дочь. В 1929—1930 годах значительную сумму из денег, присланных польскими Грабовскими, Ходасевич вложила в издание французско-польского авангардного журнала «L’Art Contemporain — Sztuka Współczesna»; она выступила под именем Ванды Ходасевич-Грабовской (Nadieżda Wanda Chodasiewicz-Grabowska) и опубликовала в иллюстративной части журнала свою лаконичную абстрактную работу в духе Ханса Арпа (1886—1966). Текст самого Арпа был представлен в том же номере. Всего за два года вышло 3 номера. Редактировал издание Ян Бржековский (Jan Brzękowski, 1903—1983), польский поэт, теоретик искусства и литератор, участвовавший в нескольких авангардных объединениях Польши.
В начале 1930-х Надя Ходасевич, во многом благодаря Владиславу Стржеминскому, поддерживла связь с польским авангардом. Кроме того, она участвовала в выставке объединения «Круг и квадрат» («Cercle et Carré»), проходившей в парижской галерее «23». Состав участников выставки: Василий Кандинский, Пит Мондриан, Хоакин Торрес Гарсиа, Хулио Гонзалес, Луиджи Руссоло, Ханс Арп, Софи Тойбер-Арп, Курт Швиттерс, Ле Корбюзье, Вилли Баумейстер и др.
В начале Второй мировой войны Надя Ходасевич вступила в Движение Сопротивления; в оккупированном Париже участвовала в подпольной работе. В 1944 году вступила в Союз советских патриотов и Союз помощи бывшим военнопленным. В 1945 году организовала аукцион живописи; предоставила свои работы и убедила участвовать в аукционе знаменитостей: Пикассо и Брака. Эльдар Рязанов писал: «Надя обошла многих художников, собрала целую коллекцию. Аукцион прошел успешно, деньги были собраны. И сумма оказалась весьма внушительной». Собранные средства были отправлены в пользу советских военнопленных и депортированных.

### Брак с Леже
Через некоторое время после смерти первой жены, Жанны Лои, Леже сблизился с Ходасевич-Грабовской. Фернан и Надя поженились 21 февраля 1952 года. Регистрация состоялась в мэрии Монружа. После свадьбы супруги поселились в небольшом доме с прилегающим к нему садом в юго-западном пригороде Парижа, в Жиф-сюр-Иветт. В 1952 году Фернан Леже купил таверну «Gros Tilleul» с намерением устроить здесь свою студию.
17 августа 1955 года Леже умер, оставив жене значительное наследство, в том числе дом близ средиземноморского Антиба в окрестностях городка Бьот, купчая на который была оформлена 17 июля 1955 года, и коллекцию созданных им произведений искусства.

### Мемориал Фернана Леже

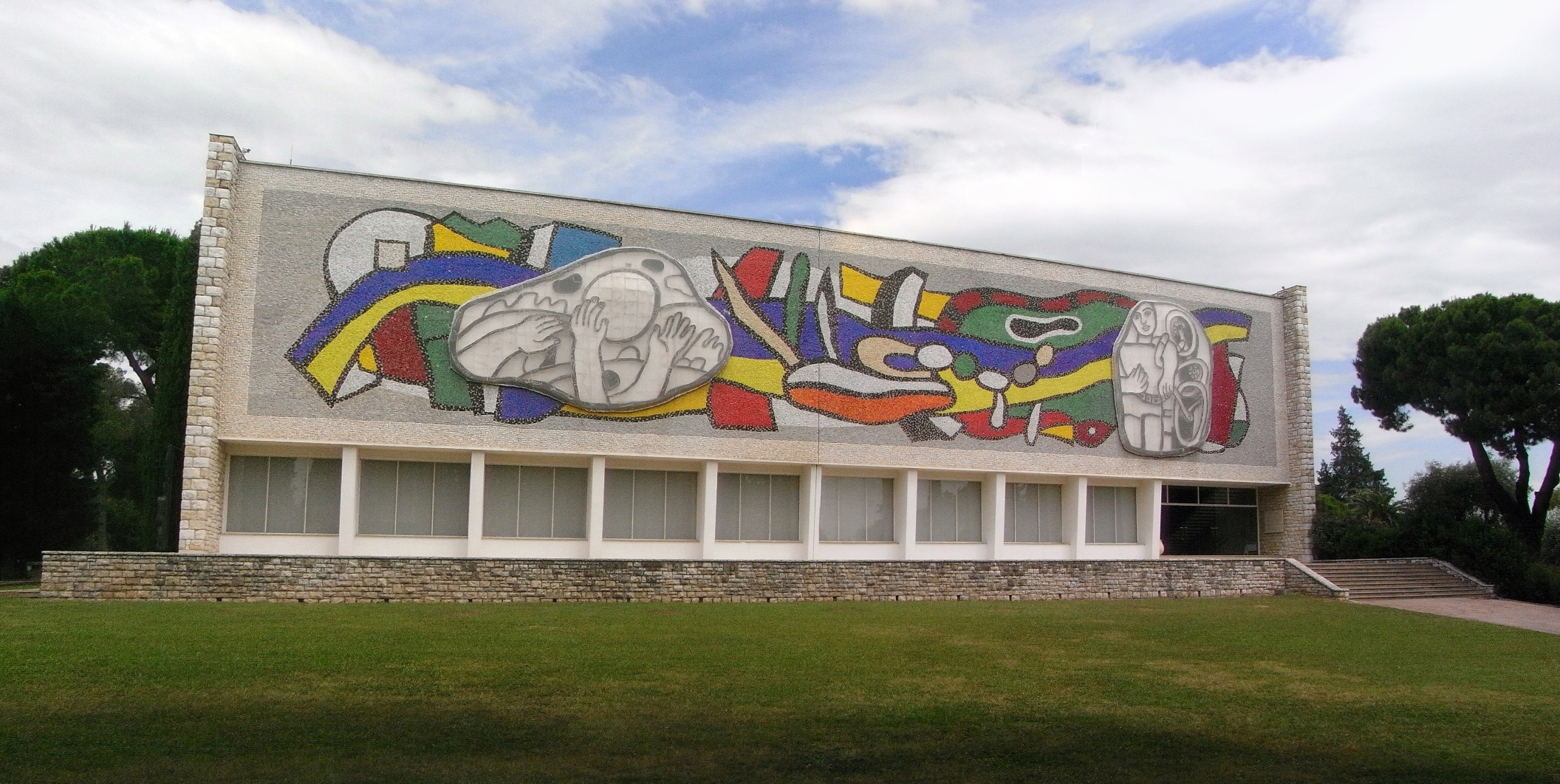
Национальный музей Фернана Леже в окрестностях городка Бьот в Приморских Альпах; крупнейшее в мире собрание работ художника

В память о муже в городке Биот Ходасевич-Леже взялась организовать Музей Леже с масштабной коллекцией его работ. 4 февраля 1957 года был заложен первый камень Музея Фернана Леже, проект для которого разработал архитектор Андрей Свечин. В те же годы она обустраивает Музей-ферму Леже в деревне Лизор, в Нормандии, на родине художника.
В 1959 году Ходасевич-Леже впервые после почти 40-летнего перерыва приехала на землю предков (родители умерли прежде: отец в 1922-м, мать — в 1952 году). В 1963 году она привезла работы мужа в Москву на выставку.
13 мая 1960 года состоялась церемония открытия Музея Леже в Бьоте. Почётными председателями на мероприятии были Жорж Брак, Пабло Пикассо и Марк Шагал.
В 1967 году Ходасевич-Леже и Жорж Бокье передали музей с расположенной в нём коллекцией работ Ф. Леже, а также участок земли, на котором он был построен, в дар Франции. Через 10 лет после основания, Музей Леже получил статус Национального музея Фернана Леже. 4 февраля 1969 Андре Мальро, министр по делам культуры Франции, выступил на его открытии.
В Музее представлены 348 произведений Фернана Леже: живопись, рисунки, мозаики, изделия из бронзы, керамика и гобелены а также работы самой дарительницы, Нади Леже; среди них — мозаичные портреты Чайковского, Толстого, Маяковского, Гагарина. Ходасевич-Леже и её муж Жорж Бокье (Georges Bauquier, 1910—1997) становятся пожизненными попечителями Музея Леже. В музее хранится самая большая в мире коллекция работ Леже. Здесь представлены различные периоды его жизни и, соответственно, различные этапы творческого пути художника, — от первых неоимпрессионистских опытов и новаторских кубистических работ конца 1900-х годов, до возвращения к фигуративным формам в 1940-х.
Ходасевич-Леже умерла в 1982 году в Грасе (Приморские Альпы) и похоронена на Лазурном Берегу в селении Кальян департамента Вар.

### Известность в СССР
Ходасевич-Леже стала популяризатором творчества Фернана Леже в СССР, — привозила его картины (и для выставок, и в подарок музеям) в Москву. Она устраивала выставки советских художников во Франции, принимала у себя советских режиссёров, артистов, была лично знакома с видными политиками, литераторами, деятелями искусства, среди которых Илья Эренбург, Любовь Орлова, Лиля Брик, Николай и Нина Черкасовы, К. Симонов и В. Серова, Родион Щедрин, А. Зархи, Сергей Юткевич. 10 апреля 1972 года советское правительство Указом Президиума Верховного Совета СССР наградило Ходасевич-Леже орденом Трудового Красного Знамени с формулировкой «за большой вклад в развитие советско-французского сотрудничества».
Мозаичные портреты выдающихся личностей XX века работы Нади Леже установлены в сквере напротив ДК «Мир» (56,748566° с. ш. 37,188357° в. д.) (10 мозаик) и на площади Космонавтов около ДК «Октябрь» (56,756706° с. ш. 37,131757° в. д.) (4 мозаики) в Дубне.

## Киновоплощения
- Людмила Нильская — телесериал «Фурцева. Легенда о Екатерине» (2011, 9-я серия)

### Телепередачи
- Надежда Ходасевич-Леже. Взгляд в будущее. Фильм Олега Лукашевича
- Из Парижа с Надеждой. Как поднимали «железный занавес». Телеканал ОНТ
- Мозаики Нади Леже в Дубне]
- André Malraux et Nadia Léger, au musée Fernand Léger de Biot, 1969
- Le musée Fernand Léger de Biot, 1981

## Память
Надежда Ходасевич-Леже похоронена рядом с Фернаном Леже. Её могила отмечена массивным трёхступенчатым надгробием прямоугольной формы, выполненным из чёрного полированного камня. На нём установлен классический античный портик с треугольным фронтоном. В нише, между колоннами, размещён мозаичный портрет художницы, в котором преобладает красный, белый и зелёный цвет.
В аг. Зембин Борисовского района Минской области Беларуси в Музее Народной славы — филиале Борисовского объединённого музея размещена коллекция реплик картин мастеров европейского искусства, переданных музею Надеждой Ходасевич-Леже, и 6 мозаик труда самой художницы.

## Галерея

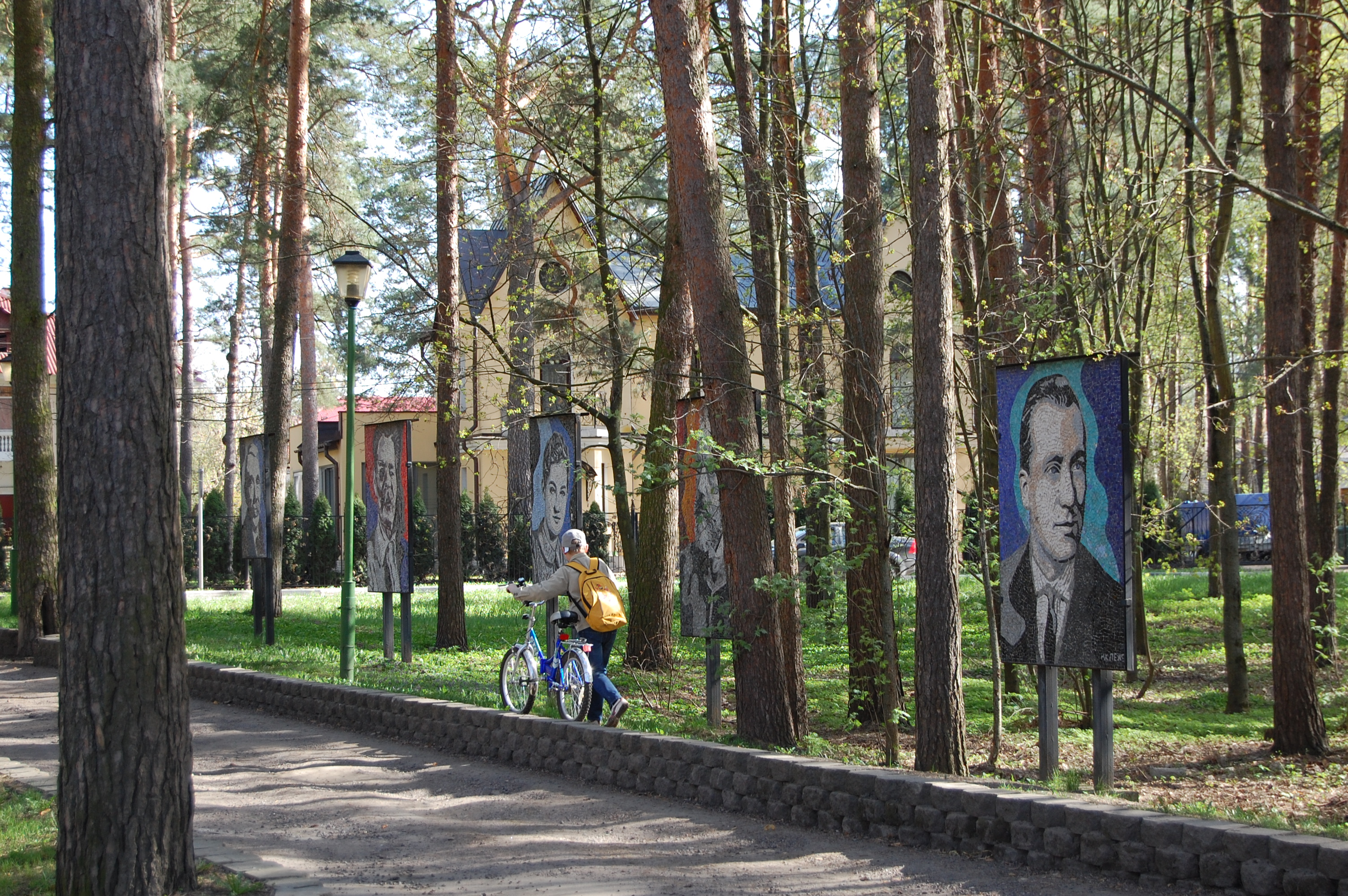
Мозаичные портреты работы Нади Леже в сквере напротив ДК «Мир». Слева направо на фото: Марсель Кашен, Максим Горький, Зоя Космодемьянская, Пётр Чайковский, Родион Щедрин.
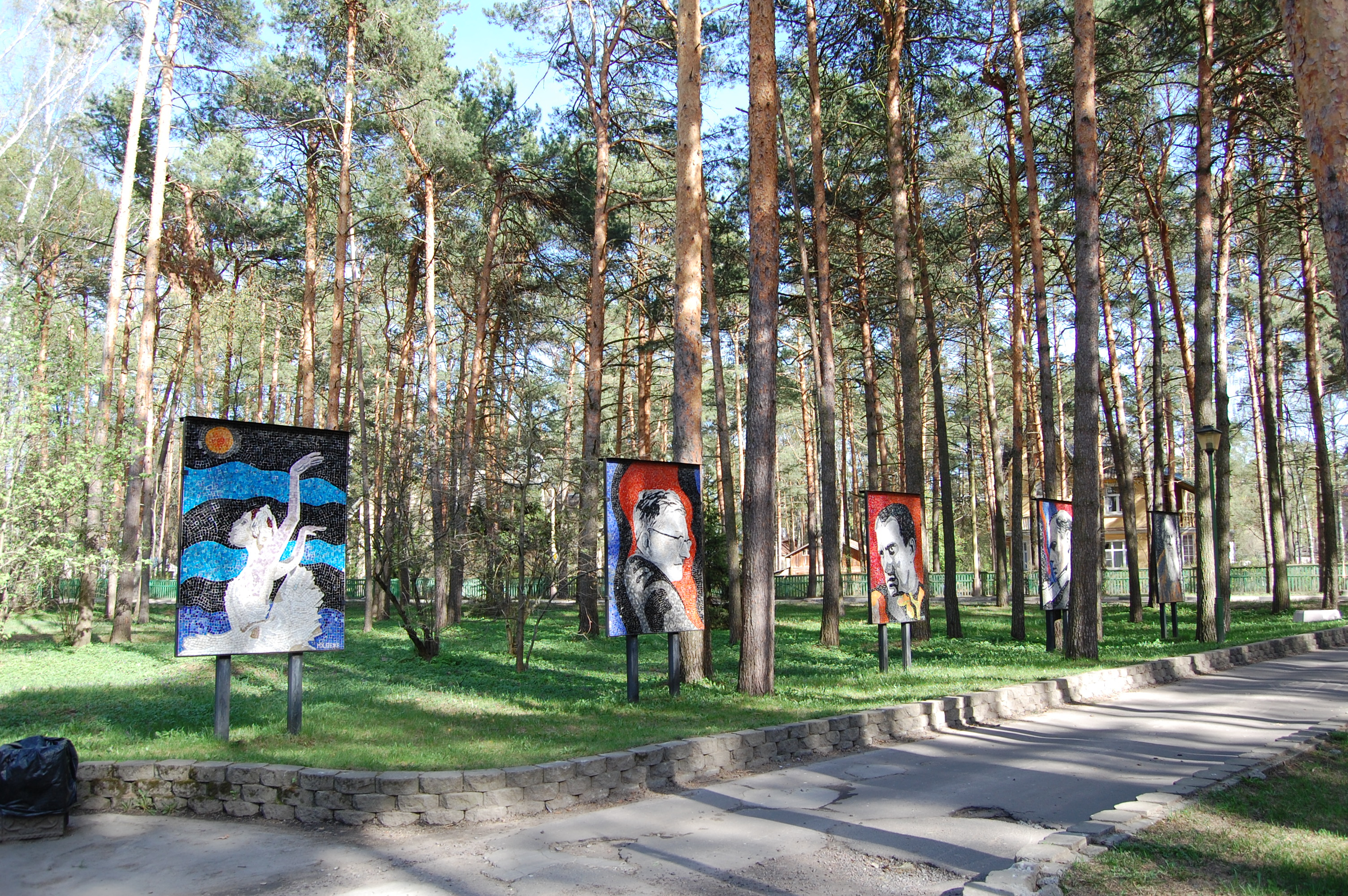
Мозаичные портреты работы Нади Леже в сквере напротив ДК «Мир». Слева направо на фото: Майя Плисецкая, Дмитрий Шостакович, Владимир Маяковский, Леонид Коган, Лев Толстой.
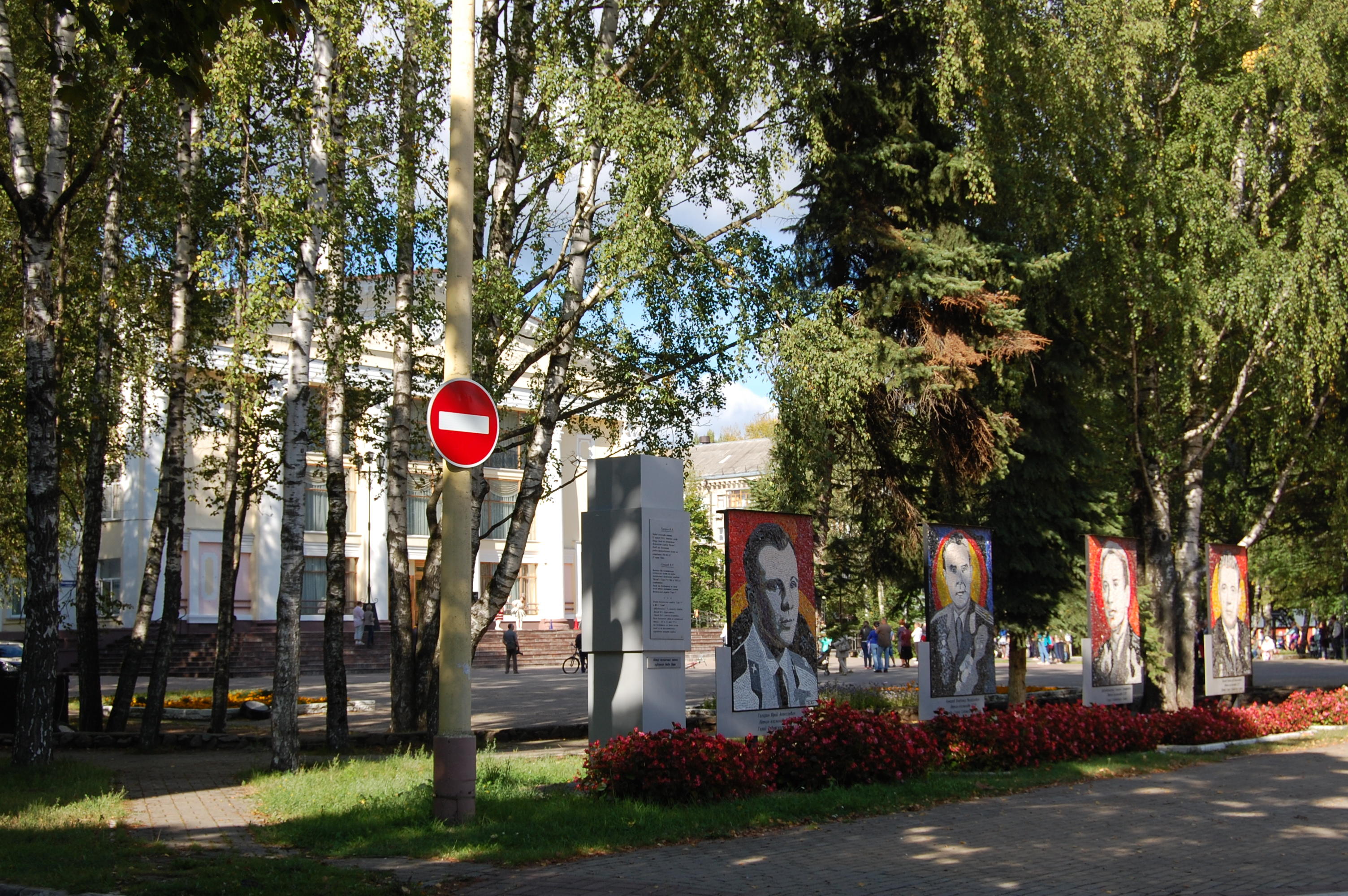
Мозаичные портреты работы Нади Леже в сквере перед ДК «Октябрь». Слева направо на фото: Юрий Гагарин, Владимир Комаров, Георгий Добровольский, Владислав Волков.